# Коллекторское агентство

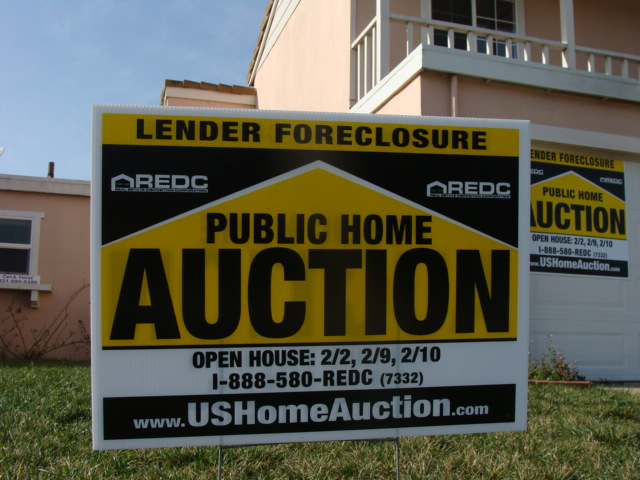
Информационная доска на жилом доме в США, сообщающая о продаже дома по изъятии коллекторским агентством у должника. Последствия кризиса 2008 года.

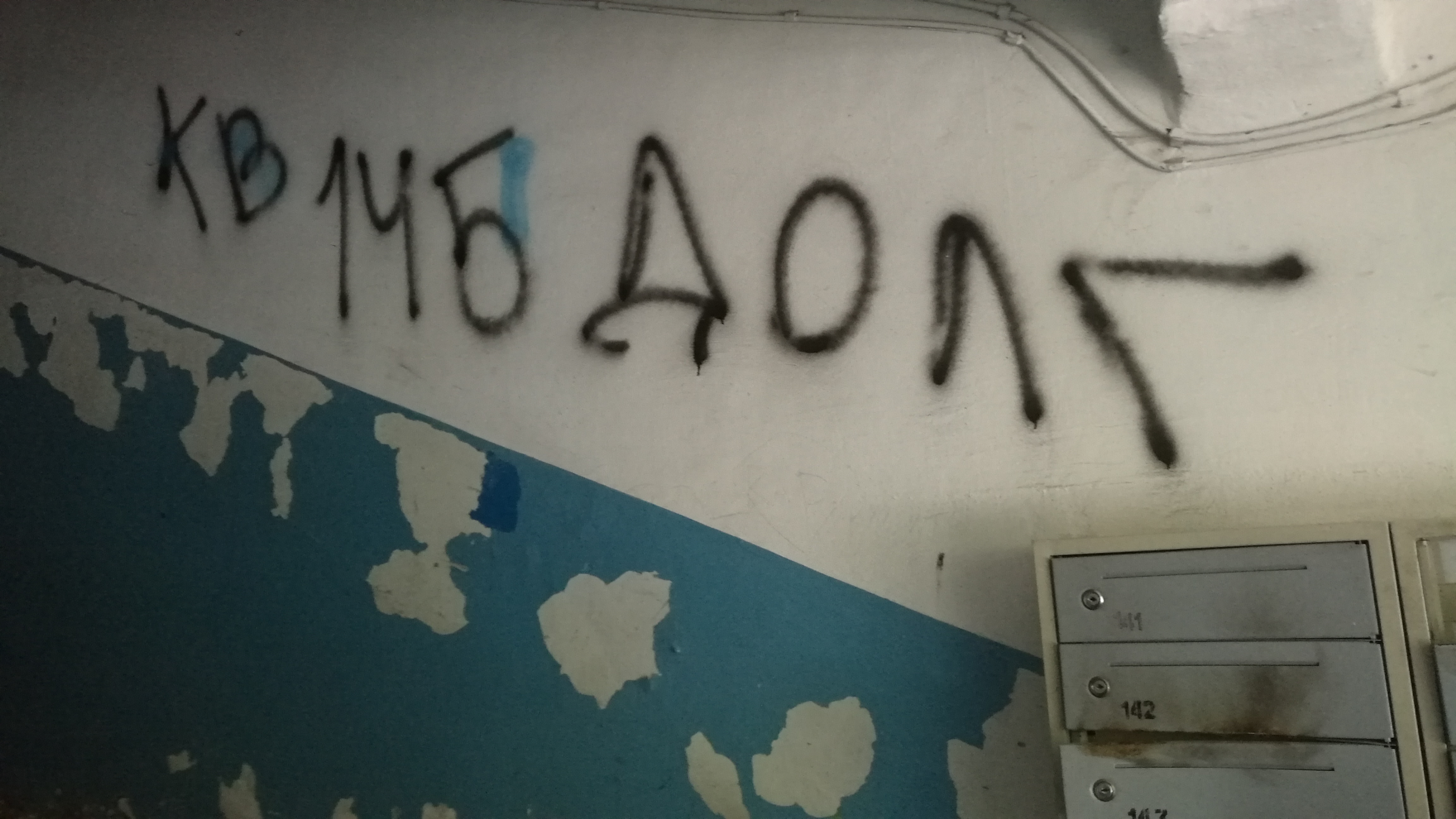
Надпись возле квартиры должника. Тюмень, Россия.

Колле́кторское аге́нтство (англ. collection agency, от англ. collection — сбор), также известное как долговое агентство (англ. debt agency) — агентство, профессионально специализирующееся на судебном и внесудебном взыскании просроченной дебиторской задолженности и проблемной задолженности, а также бизнес, целью которого является способствование производству платежей по задолженностям физических и юридических лиц. Большинство коллекторских агентств существуют и работают как агенты кредитора, и собирают долги за агентское вознаграждение, формирующееся согласно количеству собранных финансовых средств в форме выплаты заранее определённых процентов от общей суммы взысканной задолженности. Также долг может быть целиком выкуплен у банка по договору цессии.

## Образование коллекторских агентств в России
Понятие коллекторского агентства пришло в Россию из Соединенных Штатов Америки. Фактически коллекторское агентство представляет собой посредника между кредитором и заемщиком, берущего на себя обязательство проводить работу по возврату долга за определённый процент. Нередко сами агентства могут выступать в качестве кредитора, когда первоначальный кредитор переуступает агентству право требования по долгу по договору цессии — продаёт долг.
Первые коллекторские агентства в России создавались как дочерние предприятия банков и работали исключительно с задолженностями перед банками-учредителями этих агентств. Таким, к примеру, было Агентство по сбору долгов при банке «Русский стандарт», зарегистрированное в 2001 году. Активно же на открытый рынок специализированные коллекторы стали выходить сравнительно недавно.
На российском рынке услуг коллекторские агентства появились в 2004 году. Первое профессиональное коллекторское агентство в России — ЗАО «ФАСП» — было зарегистрировано 9 августа 2004 года.
Согласно данным Федеральной службы судебных приставов, по состоянию на ноябрь 2020 года в России официально зарегистрировано 346 коллекторских агентств.
В конце 2000-х годов большую часть сотрудников коллекторских агентств составляли студенты, которые подрабатывали таким образом. После 2011 года в российских коллекторских агентствах в качестве сотрудников стали появляться граждане из стран ближнего зарубежья (Украина, Белоруссия, Молдавия), которые не получали предварительную юридическую подготовку.

## Деятельность агентств

### Схемы
Коллекторские агентства (временами ассоциирующиеся у общественности со «скупщиками долгов») приобретают задолженности у кредиторов, по тем или иным причинам не сумевших взыскать их самостоятельно, за некоторый процент от общей суммы взыскиваемой задолженности, и затем взыскивают с должника всю сумму задолженности или даже сумму плюс «интерес» дополнительно к общему балансу. Кредиторы, являющиеся, как правило, финансовыми организациями и крупными торговыми сетями, отсылают задолженности своих кредитованных пользователей из группы дебиторской задолженности. Разница между полученной суммой и полной стоимостью долга списывается как потеря. Агентства, владеющие долгом (англ. First party agencies), обычно подключаются к возврату долга на ранней стадии просрочки, так как в это время увеличивается вероятность разрешения конфликта с наименьшими затратами сил и времени, и отличаются наибольшей интенсивностью усилий, направленных на достижение данной цели.
Существует и вторая схема: коллекторское агентство работает с финансовой организацией-кредитором без заключения договора о выкупе задолженностей (англ. Third party agencies). По этой схеме должник по-прежнему совершает выплаты по задолженности организации-кредитору, а долговое агентство получает вознаграждение в размере установленного процента от общей суммы собранного. В соответствии с видом взыскиваемой агентством задолженности, сумма вознаграждения колеблется в пределах от 10 % до 50 %, хотя стандартным является размер вознаграждения от 15 % до 35 %. Так же процент зачастую зависит от вероятности успешного взыскания.
В крупных коллекторских агентствах со штатом в несколько десятков человек звонки должникам осуществляются автоматической компьютерной системой, которая набирает номер должника и выводит его на незанятого оператора-коллектора. Оператор произносит предварительно заготовленное сообщение о долге и переключается на следующего должника.

### Регулирование деятельности
Во многих государствах коллекторские агентства ограничены в своих правах законом, запрещающим некоторые досаждающие действия в отношении заемщика. Так в США, согласно закону Fair Debt Collection Practices Act, коллектор не имеет права многократно звонить с целью надоесть заемщику, вынудив его тем самым погасить долг перед кредитором (в частности, коллектор в США не имеет права звонить заемщику в ночное время). В Российской Федерации специализированное законотворчество в отношении данного направления деятельности до 2014 года отсутствовало (источник этих сведений датирован 2007 годом), до этого момента все действия коллекторского агентства должны сообразовываться с правовым полем Российской Федерации. Так, при звонках агентства должнику в ночное время может возникнуть вопрос об административной ответственности коллектора за содеянное, так как есть вероятность нарушения тишины в ночное время.
По мнению Роспотребнадзора от 2011 года, коллекторская деятельность не имеет правовых основ, и если банк передаёт право требования долга коллекторскому агентству, то такое действие является незаконным, так как происходит существенное ущемление прав заёмщиков, а также нарушение банковской тайны. По мнению журналиста и телефонного пранкера Владимира Кузнецова («Вован»), банкам выгоднее продать мелкие долги коллекторскому агентству, чтобы не судиться с должником из-за небольших долгов. В подобном случае они не только получают сразу небольшую сумму реальных денег, но и не тратят время и средства на услуги юристов, розыск должников и контроль работы приставов-исполнителей. Как правило, банки продают коллекторским агентствам по небольшой цене портфель задолженностей с просроченной исковой давностью (если истец в течение трёх лет не обратился за защитой своего нарушенного права в суд, то суд по заявлению другой стороны отказывает в иске). Сами коллекторы при этом руководствуются статьёй 382 Гражданского кодекса РФ со следующими её положениями:

1. Право (требование), принадлежащее кредитору на основании обязательства, может быть передано им другому лицу по сделке (уступка требования) или перейти к другому лицу на основании закона. Правила о переходе прав кредитора к другому лицу не применяются к регрессным требованиям.
2. Для перехода к другому лицу прав кредитора не требуется согласие должника, если иное не предусмотрено законом или договором.
3. Если должник не был письменно уведомлен о состоявшемся переходе прав кредитора к другому лицу, новый кредитор несет риск вызванных этим для него неблагоприятных последствий. В этом случае исполнение обязательства первоначальному кредитору признается исполнением надлежащему кредитору.

С 1 июля 2014 года вступил в силу «Закон о потребительском кредитовании» ФЗ-353 от 18 декабря 2013 года. Этот закон наделяет банки и заемщиков новыми правами и обязанностями, в большей степени закон призван защитить заемщика и учитывает его интересы, но часть положений выгодны кредиторам. В законе описан процесс переуступки кредитов иным организациям, введено регулирование деятельности организаций, которым переданы права на взыскание задолженности. Новый кредитор не имеет права разглашать сведения, составляющие банковскую тайну, и обязан обеспечить заемщику конфиденциальность, не разглашая его персональные данные. Закон ограничивает звонки, посылку СМС-сообщений, личные встречи, определенным временем: 8—22 часа в рабочие дни и 9—20 часов в выходные и праздничные дни. Кредиторам запрещается злоупотреблять своими правами, а также применять действия, которые причиняют вред любого характера заемщику.

Статья 15 закона ФЗ-353 от 18 декабря 2013, которая утратила силу 01.01.2017, гласит:
Статья 15. Особенности совершения действий, направленных на возврат задолженности по договору потребительского кредита (займа)
1. При совершении действий, направленных на возврат во внесудебном порядке задолженности, возникшей по договору потребительского кредита (займа), кредитор и (или) юридическое лицо, с которым кредитор заключил агентский договор, предусматривающий совершение таким лицом юридических и (или) иных действий, направленных на возврат задолженности, возникшей по договору потребительского кредита (займа) (далее — лицо, осуществляющее деятельность по возврату задолженности), вправе взаимодействовать с заемщиком и лицами, предоставившими обеспечение по договору потребительского кредита (займа), используя:
1) личные встречи, телефонные переговоры (далее — непосредственное взаимодействие);
2) почтовые отправления по месту жительства заемщика или лица, предоставившего обеспечение по договору потребительского кредита (займа), телеграфные сообщения, текстовые, голосовые и иные сообщения, передаваемые по сетям электросвязи, в том числе подвижной радиотелефонной связи.
2. Иные, за исключением указанных в части 1 настоящей статьи способов, способы взаимодействия с заемщиком или лицом, предоставившим обеспечение по договору потребительского кредита (займа), по инициативе кредитора и (или) лица, осуществляющего деятельность по возврату задолженности, могут использоваться только при наличии в письменной форме согласия заемщика или лица, предоставившего обеспечение по договору потребительского кредита (займа).
3. Не допускаются следующие действия по инициативе кредитора и (или) лица, осуществляющего деятельность по возврату задолженности:
1) непосредственное взаимодействие с заемщиком или лицом, предоставившим обеспечение по договору потребительского кредита (займа), направленное на исполнение заемщиком обязательства по договору, срок исполнения которого не наступил, за исключением случая, если право потребовать досрочного исполнения обязательства по договору предусмотрено федеральным законом; 2) непосредственное взаимодействие или взаимодействие посредством коротких текстовых сообщений, направляемых с использованием сетей подвижной радиотелефонной связи, в рабочие дни в период с 22 до 8 часов по местному времени и в выходные и нерабочие праздничные дни с 20 до 9 часов по местному времени по месту жительства заемщика или лица, предоставившего обеспечение по договору потребительского кредита (займа), которое указано при заключении договора потребительского кредита (договора, обеспечивающего исполнение договора потребительского кредита (займа) или о котором кредитор был уведомлен в порядке, установленном договором потребительского кредита (займа).
4. Кредитор, а также лицо, осуществляющее деятельность по возврату задолженности, не вправе совершать юридические и иные действия, направленные на возврат задолженности, возникшей по договору потребительского кредита (займа), с намерением причинить вред заемщику или лицу, предоставившему обеспечение по договору потребительского кредита (займа), а также злоупотреблять правом в иных формах.

5. При непосредственном взаимодействии с заемщиком или лицом, предоставившим обеспечение по договору потребительского кредита (займа), кредитор и (или) лицо, осуществляющее деятельность по возврату задолженности, обязаны сообщать фамилию, имя, отчество (последнее при наличии) или наименование кредитора и (или) лица, осуществляющего деятельность по возврату задолженности, или место нахождения, фамилию, имя, отчество (последнее при наличии) и должность работника кредитора или лица, осуществляющего деятельность по возврату задолженности, который осуществляет взаимодействие с заемщиком, адрес места нахождения для направления корреспонденции кредитору и (или) лицу, осуществляющему деятельность по возврату задолженности.
В апреле 2024 года президент России Владимир Путин подписал закон, который запрещает привлекать коллекторов для взимания с граждан просроченных долгов за услуги ЖКХ — запрет распространяется на управляющие компании и на наймодателей жилых помещений, а их договора с коллекторскими организациями будут считаться ничтожными.

## Федеральный закон № 230 и его последствия
1 января 2017 года вступил в силу Федеральный закон от 3 июля 2016 N 230-ФЗ «О защите прав и законных интересов физических лиц при осуществлении деятельности по возврату просроченной задолженности». Данным Законом определяются общие правила совершения действий, направленных на возврат долгов, способы взаимодействия с должником, ограничения использования отдельных способов взаимодействия с должником:
- коллекторы имеют право звонить должнику не чаще двух раз в неделю и строго в период с 8 до 22 часов. Личная встреча возможна не чаще одного раза в неделю в тот же период времени. Ночные телефонные звонки и визиты запрещены[18].
- угрозы и оскорбления должнику запрещены, сотрудники коллекторского агентства обязаны представляться должнику, в течение трех лет хранить бумажные документы и аудиозаписи, подтверждающие общение с должником. При этом пользоваться устройствами, которые скрывают телефонный номер или адрес электронной почты, коллекторам категорически запрещается[18].
- коллекторские агентства, занимающиеся взысканием долгов физических лиц, должны состоять в специальном реестре, иметь соответствующее свидетельство и договор обязательного страхования ответственности за причинение убытков должнику и др. При этом уставный капитал агентства должен составлять не менее 10 млн руб[18].

Основные положения данного закона вступили в силу с 1 января 2017 года. Принятый закон и его ограничения не распространяются на деятельность по возврату дебиторской задолженности юридических лиц, а также физических лиц, являющихся индивидуальными предпринимателями (п.3 ст.1). Из сферы действия закона также исключены долги в сфере ЖКХ, в случае если управляющая компания занимается взысканием этих долгов самостоятельно.
До июля 2023 года все нарушения правил взаимодействия коллектора с должником попадали под нарушение статьи 14.57 Кодекса о административных правонарушениях РФ. Любые угрозы и хамство в телефонных звонках наказывались штрафом в размере до 50 тысяч рублей, а в случае юридических лиц верхний предел штрафа в их отношении составлял 500 тысяч рублей. С июля 2023 года угрозы и оскорбления в адрес должника попадают под действие отдельной статьи 172.4 Уголовного кодекса РФ, предусматривающей наказание до 5 лет тюрьмы (срок может достигать 7 или 10 лет тюрьмы в зависимости от типа и степени отягчающих обстоятельств).

### Телефонные звонки, sms и письма-уведомления

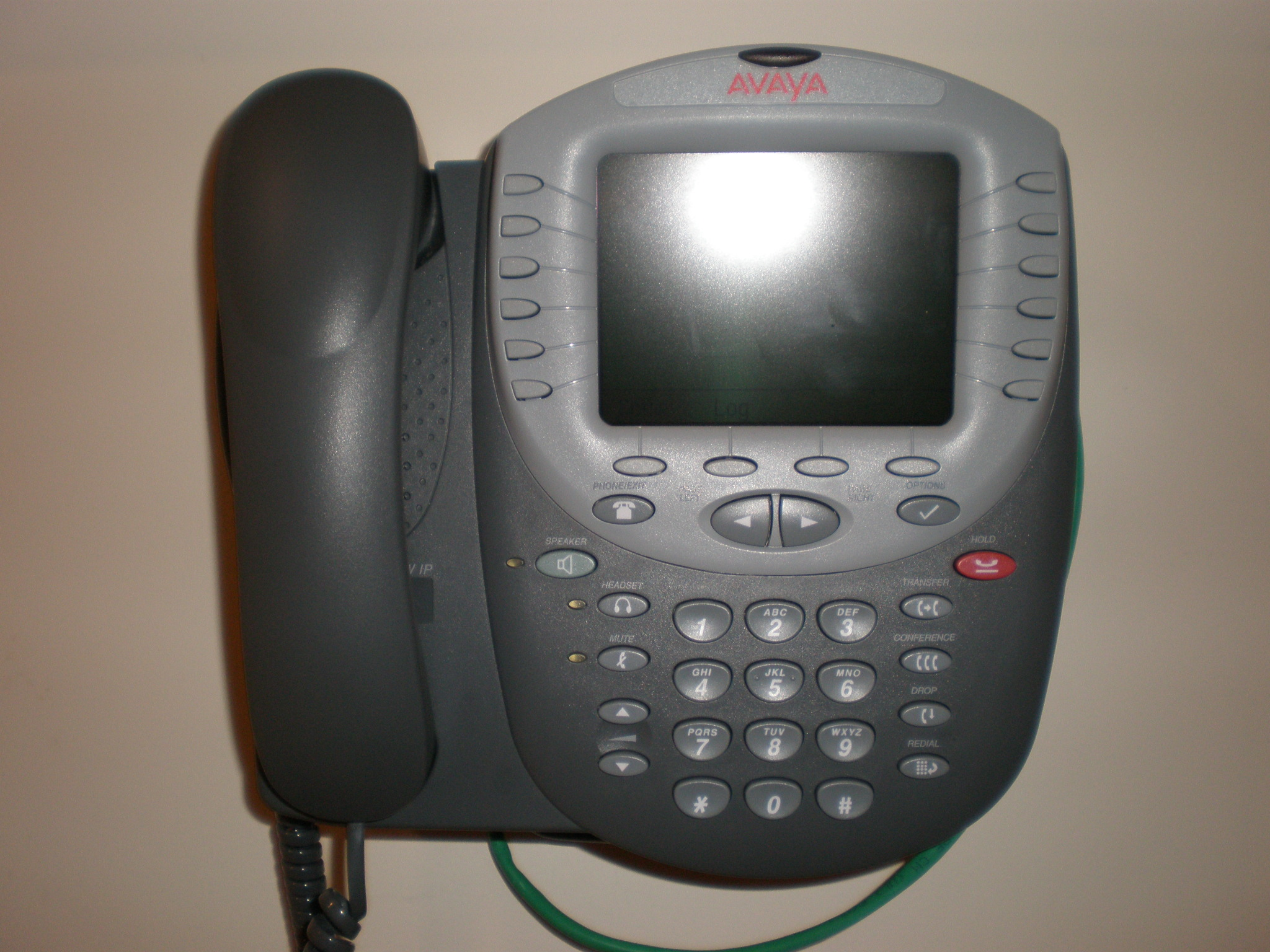
IP-телефония — один из самых распространённых способов коммуникации с должником.

Телефонные звонки используются коллекторами на раннем этапе взыскания (англ. Early Collection), — данный этап характеризуется более мягкими аргументами, используемыми коллекторами при работе с должником/поручителем в сравнении со следующим этапом взыскания задолженности.
Стадией Early Collection является Soft Collection — начальная стадия работы с просроченной задолженностью, включающая процедуру проведения дистанционных контактов с должниками и поручителями, направленных на погашение долга (телефонные звонки, отправка SMS, писем-уведомлений о наличии задолженности).
На ранней стадии коллекторы информируют должников об их обязанностях по уплате долгов и призваны мотивировать сам факт выплаты. Действия коллекторского агентства регулируются законодательством страны-места пребывания самого агентства, а также обязательствами, добровольно взятыми на себя коллекторским агентством.

#### Полномочия агентства
Существуют определённые ограничения, налагаемые государством на действия коллектора. Так, коллектор при звонке должнику не имеет права использовать нецензурные выражения. В большинстве случаев коллектор не может допускать агрессивную интонацию голоса. Коллектор, как правило, не должен вводить должника в заблуждение с целью вынуждения совершения платежа, не может угрожать арестом, а также обязан информировать должника о своём имени и фамилии, названии компании и целях звонка.
В редких случаях коллекторское агентство инициирует звонки должнику на его родном языке, если язык отличается от государственного и общеупотребительного в данном регионе или стране. Это делается по той причине, что незнание языка страны пребывания часто используется иностранцем-должником как объяснение факта невыплаты долгов. Коллекторское агентство имеет право на сбор информации о должнике с целью оптимизации процесса взыскания долга, — так агентство имеет право анализировать отвеченные звонки должнику для того, чтобы совершать последующие звонки в то время, когда должник более всего может общаться. Также некоторые коллекторские агентства практикуют сбор личной информации о должнике, не входящей в перечень сообщённых им самим данных, — например, об изменившихся телефонных номерах, адресе проживания и местонахождения, рабочих контактах.
В отличие от законодательно регламентированных действий коллекторских агентств США, российские коллекторские агентства не ограничены запретом на совершение телефонных звонков лишь на основании такой просьбы от должника, не ограничены в сборе и использовании личной информации. Косвенные ограничения на подобную деятельность частично присутствуют лишь в гражданском и уголовном законодательствах РФ. Также в США, согласно законодательным актам, содержащимся в FDCPA, агентство не имеет права совершать повторные звонки соседям и родственникам должника с целью мотивации или принуждения ими должника к совершению оплаты долга, но может лишь однажды звонить им, несмотря на возможные наличия подозрений в даче этими лицами неверной или неполной информации о должнике. Также, согласно данному законодательству, при отдельном вопросе об имени и фамилии коллектора, а также об имени и фамилии нанявшего его лица, коллектор обязан дать на него ответ.
В случае смерти должника его родственники не обязаны выплачивать банку или агентству долг покойного, за исключением случаев наследования имущества умершего, однако в США имущество покойного может быть использовано для погашения долгов.

### Выезды специалистов
Как правило, выезды специалистов происходят на более позднем этапе взыскания задолженности (Late Collection), — данный этап характеризуется применением более жёстких аргументов, используемых ответственными специалистами при работе с проблемной задолженностью. Стадиями Late Collection являются:
1. англ. Hard Collection — вторая стадия работы с проблемной задолженностью, следующая после стадии Soft Collection, включающая непосредственные контакты с должниками и поручителями (включая встречи, поиск заёмщика по месту проживания, работы и пр.), направленные на погашение задолженности;
2. англ. Legal Collection — третий и заключительный этап работы с должником. Проводится кредитором (его сотрудниками или представителями) в рамках судопроизводства и исполнительного производства. Как правило, осуществляется со 150-180-го дня с момента возникновения просроченной задолженности и заканчивается вынесением судебного решения и его исполнением либо получением акта о невозможности взыскания и списанием задолженности.

Основной задачей выездных специалистов является обеспечение максимального возврата проблемной задолженности. Выездной специалист:
- доводит до сведения заёмщика/поручителя/залогодателя сумму задолженности, указывает на штрафные санкции (в зависимости от договорных обязательств);
- разъясняет заёмщику, поручителю или залогодателю последствия невыполнения ими своих финансовых обязательств (коллекторское агентство / банк обратится в суд с иском о взыскании задолженности, при этом судебные расходы понесёт заемщик и/или поручитель);
- выясняет причины возникновения задолженности;
- берет (по возможности) с заёмщика объяснительную записку по факту просрочки платежей;
- определяет с заёмщиком либо поручителем дату совершения платежа для погашения просроченной задолженности;
- при возможности осматривает залоговое/иное имущество, составляет соответствующий акт, оставляет уведомление о наличии задолженности

## Исключения в законе 230-ФЗ по частоте взаимодействий с должниками
Федеральный закон от 3 июля 2016 N 230-ФЗ, ограничивающий контакты коллекторов с должником также имеет важное условие в ч.13 ст.7, которое значительно расширяет права коллекторов в части частоты взаимодействия с должниками:
Должник и кредитор вправе, в том числе при проведении переговоров о реструктуризации просроченной задолженности, заключить соглашение, предусматривающее частоту взаимодействия с должником по инициативе кредитора или лица, действующего от его имени и (или) в его интересах, отличную от предусмотренной частями 3 и 5 настоящей статьи.
Такие соглашения заключаются кредитором с заемщиком во время оформления кредитного договора (договора займа). Часто заемщики не обращают внимание на этот пункт договора. Однако существует определение Верховного Суда-такое соглашение может быть заключено только после возникновения просроченной задолженности, поскольку до этого заемщик не может называться должником

## Контроль за деятельностью коллекторских агентств
Контролирующим органом деятельности коллекторских агентств является Федеральная служба судебных приставов (ФССП). Если коллекторы превышают свои полномочия, гражданин имеет право обратиться с жалобой в ФССП.
Аналогично жалоба на коллекторов, входящих в её состав, может быть подана в Национальную ассоциацию профессиональных коллекторских агентств (НАПКА), созданную в 2007 году. При наличии угроз со стороны коллекторов необходимо подавать заявлению в полицию.
Гражданин на основании части 4 Федерального закона от 03.07.2016 № 230-ФЗ вправе отозвать согласие на взаимодействие с коллекторским агентством путем направления соответствующего заявления.

## Криминальная сторона коллекторства
В российской прессе появлялись сообщения о преступлениях, которые коллекторы совершали в отношении должников, пытаясь выбить из них долг. Некоторые из коллекторов даже совершали насилие в отношении самих должников, их родных и близких.
- Коллектор за долг в размере 4000 р бросил в окно должнику коктейль Молотова и поджег двухлетнего ребенка[29].
- Коллекторы избили мужа и сына должницы и сексуально надругались над ней за долг в размере 5000 рублей[30].
- В Екатеринбурге коллекторы за долг в размере 30 тысяч рублей пытались вломиться в квартиру к 11 летнему ребёнку когда родителей не было дома, они залили замочную скважину клеем и перерезали электронную и телефонную проводку[31].
- В Тульской области коллекторы избили должника в собственной квартире с помощью стула, а также вставили кляп в рот, после этого его заперли в багажнике машины, которую поместили в гараж. Все побои в квартире были зафиксированы на скрытой камере[32].
- В Ростовской области коллектор угрожал взорвать детский сад, если один из его сотрудников не погасит долг[33].
- В Перми коллекторы устроили драку между должником и его другом, последний во время драки был убит[34].
- Питерский коллектор несколько раз звонил в академию МВД в Волгограде, требуя от помощника дежурного академии предоставить телефон одному из должников который являлся курсантом академии, звонки сопровождалась угрозами убийства и нецензурной бранью в сторону дежурного и его родственников.[9]
- В Челябинске коллектор ворвался в квартиру должника и прострелил ему руку, а также стрелял несколько раз в окно для запугивания.[1]

### Юридическая оценка угроз в отношении должников
По словам пранкера Владимира Кузнецова, обзванивавшего многих коллекторов, их работа в целом сводится к систематическому моральному давлению на должника. Сами коллекторы умалчивают факт принадлежности к частному агентству по взысканию долгов, представляясь предсудебной или финансовой организацией, специалистами досудебного отдела или юристами — иначе говоря, они наделяют себя функциями приставов-исполнителей и судей, доподлинно не зная обязанности подобных лиц. Многие сотрудники коллекторских агентств не получают никакую юридическую подготовку и отличаются полной юридической безграмотностью: так, некоторые из них угрожают возбудить в отношении должника уголовное дело по факту мошенничества, даже несмотря на то, что невыплата долга из-за ухудшения материального положения формально вообще не может попадать под эту статью. Большинство подобных частных коммерческих организаций, со слов того же Кузнецова, существуют на полулегальном положении, а звонящие от имени этих агентств чаще всего являются обычными аферистами.
Сотрудники этих агентств в рамках подготовки больше посещают тренинги по психологическому давлению, где изучают жёсткие приёмы психологического воздействия в телефонных разговорах, которые должны вынудить собеседника признать правоту коллектора и заплатить нужную сумму. Среди приёмов наиболее распространёнными являются угрозы в отношении родственников и друзей должника, а также иные попытки его морально сломать. Как правило, даже в случае объяснения оператору подробностей проблемы с долгом должнику продолжают совершаться звонки, поскольку «номер из коллекторской базы должников никто просто так не удалит». В разговорах операторы часто упоминают разные статьи Уголовного и Гражданского кодексов РФ, но в большинстве случаев они зачитывают собеседникам заранее заготовленный текст, проанализировать который они не могут. В частности, они нередко угрожают должникам возбуждением уголовных дел по обвинению в мошенничестве, хотя в случае ухудшения материального положения невыплата долгов юридически не может быть квалифицирована как преступление вообще.
С 21 июля 2023 года в Уголовном кодексе Российской Федерации статьёй 172.4 предусмотрена ответственность в отношении лиц, действующих от имени организации-кредитора или в её интересах. За возврат долгов граждан с применением насилия, уничтожения или повреждения имущества, а также с распространением ложных сведений, порочащих честь и достоинство должника или его близких. Коллекторам, совершающим подобные действия, грозит до 5 лет лишения свободы (срок может достигать 7 или 10 лет лишения свободы в зависимости от масштабов преступления, особенно если имело место насилие, опасное для жизни и здоровью пострадавшего). Уголовное дело возбуждается даже в случае, если угрозы носили только словесный характер и не были реализованы на практике. Помимо этого, в отношении коллекторов предусмотрен штраф в размере от 1 до 5 млн. рублей в зависимости от степени тяжести совершённого преступления. До внесения поправки в УК РФ конкретные преступные действия коллекторов квалифицировались в соответствии с другими статьями УК РФ: статьями 111, 112 и 115 («Умышленное причинение вреда здоровью»), 119 («Угроза убийством или причинением тяжкого вреда здоровью»), 128.1 («Клевета»), 137 («Нарушение неприкосновенности частной жизни»), 139 («Нарушение неприкосновенности жилища»), 163 («Вымогательство»), 167 («Умышленное уничтожение или повреждение имущества») и 330 («Самоуправство»).

### Общественный резонанс
В книге «По ком звонит телефон» авторства телефонных пранкеров Алексея Столярова (Лексуса) и Владимира Кузнецова (Вована) упоминается серия телефонных розыгрышей против коллекторских агентств. Вован рассказывал, что для записи пранков со звёздами приобрёл чужую сим-карту, владельцем которой был некто Д. И. Краснов, у которого была задолженность перед Альфа-банком в размере 12 тысяч рублей. В связи с этим Вовану начали названивать коллекторы, требуя от владельца карты погасить долг. Изначально Вован пытался объяснить им, что не знаком с Красновым, однако позже решил «пойти им навстречу» и «стать для них» Красновым. В ходе пранков коллекторы сами выдали ему личные данные заёмщика, но при этом даже не удосужились установить личность собеседника. По словам самого Вована, означенный Краснов умер в 2011 году от последствий употребления наркотиков, однако коллекторы продолжали настойчиво звонить на этот номер, пытаясь взыскать долги с умершего человека. Первые записанные Вованом пранки с коллекторами датируются 2007 годом, а позже и другие пранкеры стали записывать розыгрыши коллекторов. Когда Вован стал выкладывать аудиозаписи своих розыгрышей в Интернет, к нему стали обращаться разные люди с просьбами помочь избавиться от преследования со стороны недобросовестных коллекторов, и тот стал предоставлять свой номер этим компаниям якобы в качестве номера должника.
В той же книге Вован рассказал о телефонном розыгрыше председателя «Ассоциации по развитию коллекторского бизнеса» Сергея Анатольевича Рахманина, состоявшемся в конце 2013 года. В рамках некоего эксперимента Владимир позвонил Рахманинову от имени представителя коллекторского агентства и попытался «поставить коллектора на место должника». Со слов Владимира, результат превзошёл все ожидания: в ходе первого звонка Рахманин в течение 4 минут 20 секунд адекватно реагировал на заявления «коллектора», прежде чем начал дерзить и хамить. Позже состоялись ещё несколько звонков, в ходе которых Рахманин продолжал препираться с «коллектором», нецензурно выражаясь в его адрес. Звонок вызвал большой общественный резонанс, а Вован удостоился благодарностей от слушателей за смелую инициативу. Сам Рахманин утверждал, что звонки носили заказной характер, поскольку его ассоциация формально с того же года вела борьбу против «чёрных коллекторов», и даже пытался доказать, что запись является подделкой. В то же время Рахманин признал, что коллектор в глазах общества «никогда не станет хорошим».
В 2015 году Владимира и Алексея пригласили в Московскую городскую думу для участия в разработке законопроекта о коллекторской деятельности в связи с богатым опытом взаимодействия с данной сферой. В интервью 2017 года газете «Аргументы и факты» они заявили, что действительно участвовали в круглом столе по обсуждению Федерального закона ФЗ-230 о борьбе против коллекторов. Комментируя коллекторов как объектов их розыгрышей, они назвали их людьми с определённой психикой и «слишком официальными».

## В других странах

### Украина
На Украине коллекторская деятельность не регулировалась на законодательном уровне до 2015 года. Первым нормативным актом в данной отрасли стал законопроект № 2275 «О запрете предоставления коллекторских услуг по исполнению денежных обязательств физическими лицами», зарегистрированный в Верховной Раде Украины 2 марта 2015 года. Данный законопроект подвергся серьезной критике, поскольку в нем не были раскрыты основные понятия – коллекторская деятельность, коллекторское агентство, не было требований к порядку осуществления коллекторской деятельности, ответственности за нарушение норм законодательства Украины. 
В дальнейшем Верховная Рада продолжила деятельность по созданию законодательных актов о регулировании коллекторской деятельности, приняв в первом чтении законопроект № 2133 «О защите прав и законных интересов должников при осуществлении коллекторской деятельности» от 12 сентября 2019 года.

### Казахстан
В Республике Казахстан, как и в Украине, деятельность коллекторских агентств изначально не была регламентирована отдельным нормативно-правовым актом. Действия таких компаний регулировались только нормами Гражданского кодекса, общие положения которого не учитывали специфику коллекторской деятельности. Проект Закона «О коллекторской деятельности» № 1124 был внесен на рассмотрение 30 декабря 2015 года. 6 мая 2017 года был принят Закон Республики Казахстан № 62-VI «О коллекторской деятельности», который регулирует общественные отношения, связанные с осуществлением коллекторской деятельности, устанавливает особенности создания, деятельности коллекторских агентств, а также определяет особенности государственного регулирования коллекторских агентств, контроля за их деятельностью. Про методы работы коллекторов ходит много слухов, связанных с противоправными действиями этих специалистов. Но коллекторские агентства — это такие же официальные субъекты финансового рынка, как банки и МФО. Закон ограничивает деятельность коллекторских агентств: не позволяет совершать контакты с должником в количестве раз, превышающем допустимые законом, оказывать давление, запугивать, угрожать и оскорблять заемщика, распространять сведения о долге, вводить лицо в заблуждение. Правила осуществления коллекторской деятельности регламентированы и описаны в статье 5 Закона Республики Казахстан от 6 мая 2017 года № 62-VI «О коллекторской деятельности».

### Белоруссия
В действующем законодательстве Республики Беларусь отсутствуют понятия «коллектор», «коллекторская деятельность» и «коллекторское агентство». Предоставлять услуги по взысканию задолженности вправе адвокаты, юридические лица и индивидуальные предприниматели, имеющие лицензии на право осуществления деятельности по оказанию юридических услуг. Взысканием задолженности занимаются также органы принудительного исполнения, которые приступают к работе только после обращения взыскателя и при наличии постановления суда или иного исполнительного документа государственного органа или должностного лица. Несмотря на отсутствие в Белоруссии законодательства о коллекторской деятельности, существуют компании, которые позиционируют себя как коллекторские агентства и предлагают соответствующие услуги.